# Vassek
A Vassek a Csillagok háborúja elképzelt univerzumának egyik bolygója.

## Leírása
A Külső Peremben található Vassek rendszerben helyezkedik el. A Wazta szektorban elhelyezkedő bolygó körül 3 hold kering. A harmadik holdon található Grievous tábornok kastélya/búvóhelye. Itt tartja a Gor nevű roggwart fajhoz tartozó „háziállatát”.

## Megjelenése a filmekben, könyvekben
A Vassek rendszer legelőször a „The Clone Wars: The Dreams of General Grievous” című 6 oldalas internetes képregényben jelenik meg.
A „Star Wars: A klónok háborúja” című televíziós sorozat első évadának a 10. részében, melynek címe „Grievous búvóhelye” (Lair of Grievous), Kit Fisto mester, padawánja, Nahdar Vebb és néhány klónkatona, rábukkannak Grievous tábornok kastélyára, amely a Vassek bolygó harmadik holdján van. Itt Grievous tábornok Gor roggwartját rájuk uszítja, de Kit Fisto mesternek sikerül megölnie Gort.